# Bachman–Turner Overdrive (álbum de 1984)
Bachman–Turner Overdrive (chamado também por Hard And Fast ou até BTO) é um álbum de estúdio da banda de rock canadense Bachman-Turner Overdrive, que foi lançado em setembro de 1984.
Anos depois de a banda abreviar seu nome para BTO, este álbum de estúdio foi feito sem Robbie Bachman na bateria. Ele contestou alguns dos acordos para o álbum e reunião, incluindo a escolha de Tim Bachman, em vez de Blair Thornton, e se recusou a participar. Este álbum é também o último álbum de estúdio que Randy Bachman fez até aquele momento com o BTO. O álbum foi lançado originalmente pela gravadora Compleat Records, mas está atualmente em impressão sob a gravadora Sun Record. Os singles do álbum são "For the Weekend", que também incluiu um vídeo da música que o acompanha, e "Service With a Smile".

## Faixas
1. "For the Weekend" (R. Bachman) – 4:20
2. "Just Look at Me Now" (T. Bachman, Turner) – 4:38
3. "My Sugaree" (R. Bachman) – 3:47
4. "City's Still Growin'" (Turner) – 5:44
5. "Another Fool" (R. Bachman) – 5:29
6. "Lost in a Fantasy" (R. Bachman) – 4:11
7. "Toledo" (Turner) – 4:12
8. "Service With a Smile" (R. Bachman) – 4:21